# رستم أباد دهوست (غافروبارمون)
رستم أباد دهوست (بالفارسية: رستم‌آباد دهوست) هي قرية تقع في إيران في هرمزغان. يقدر عدد سكانها بـ 190 نسمة بحسب إحصاء 2016.